# 430.
430. je četrto desetletje v 5. stoletju med letoma 430 in 439. 